# Dysnomia (vệ tinh)
Dysnomia (phiên âm /dɪsˈnoʊmiə/) tên quốc tế (136199) Eris I Dysnomia, là vệ tinh duy nhất được phát hiện đến nay của Eris. Nó được phát hiện năm 2005 do Mike Brown sử dụng hệ thống quan sát laser tại đài thiên văn W. M. Kech, mang tên gọi tạm thời S/2005 (2003 UB313) 1 cho đến khi được đặt tên chính thức là Dysnomia (theo tiếng Hy Lạp cổ Δυσνομία nghĩa là "sự vô trật tự" hay "sự hỗn loạn") theo tên thần Dysnomia, là con gái của nữ thần xung đột Eris.

## Phát hiện
Năm 2005, hệ thống quang học tự điều chỉnh tại đài thiên văn W. M. Keck ở Hawaii đang quan sát 4 thiên thể tại vành đai Kuiper (gồm Sao Diêm Vương, Makemake, Haumea và Eris). Những quan sát vào ngày 10 tháng 9 cho thấy một vệ tinh tự nhiên quay xung quanh Eris, lúc đầu được tạm thời đặt tên là S/2005 (2003 UB313) 1. Để phù hợp với biệt hiệu Xena đã từng dùng cho Eris, vệ tinh này được đặt biệt hiệu Gabrielle, theo tên người bạn của Xena.
|  |

## Tính chất
Vệ tinh này khoảng 60 lần mờ nhạt hơn Eris, và đường kính của nó được ước tính là dưới 150 km. Sử dụng quan sát của đài thiên văn Kech và Kính viễn vọng Hubble, Dysnomia được sử dụng để tính toán khối lượng của Eris và chu vi quỹ đạo. Chu kì quỹ đạo của nó là 15,774±0,002 ngày. Những quan sát này cho thấy Dysnomia quay quanh Eris ở khoảng cách 37.370 ± 150 km. Hệ được tính toán là có khối lượng gấp 1,27 lần Sao Diêm Vương.

## Sự hình thành
Hiện đã phát hiện được vệ tinh của 3 trong số 4 thiên thể sáng nhất trong vành đai Kuiper, 10% các thiên thể tối hơn được ước tính là có vệ tinh. Nguyên nhân có thể là do trong quá khứ đã có nhiều vụ va chạm giữa các thiên thể lớn trong vành đai. Sự va chạm giữa các thiên thể lớn với đường kính tới 1.000 km có thể tạo ra một lượng vật chất đủ lớn để hình thành các vệ tinh. Cơ cấu tương tự được giải thích cho việc hình thành Mặt Trăng khi Trái Đất bị va chạm với một hành tinh lớn trong quá khứ.

## Đặt tên
Mike Brown, người phát hiện, chọn tên Dysnomia theo những ấn tượng của bản thân. Bên cạnh đó Dysnomia, con gái của Eris, rất thích hợp cho hệ thống đặt tên hành tinh và vệ tinh trong lịch sử (các vệ tinh lớn của Sao Mộc được đặt theo tên người tình và người hầu của thần Jupiter trong khi vệ tinh Titan của Sao Thổ được đặt theo tên bầy tôi của thần Saturn. Hơn nữa, nghĩa tiếng Anh của Dysnomia là "lawlessness" giống như tên của Lucy Lawless, người đóng trong phim Xena: Công chúa chiến binh. Trước khi có tên chính thức, Eris và Dysnomia có tên là Xena và Gabrielle.
Brown đồng thời cũng dùng tên Dysnomia để gợi nhớ đến vợ mình là Diane. Ông ta dùng tên tắt là "Dy" /ˈdaɪ/ cho vệ tinh và đọc giống như tên tắt của vợ mình là Di. Vì điều đó, Brown phát âm tên gọi đầy đủ /dаɪsˈnoʊmiə/ với chữ "y" dài.
Ngoài ra, Eris và Dysnomia thể hiện sự xung đột, gợi đến sự thay đổi trong việc định nghĩa các hành tinh và hành tinh lùn xuất hiện sau sự phát hiện ra Eris.